# Craugastor nefrens
Espèce
Synonymes
- Eleutherodactylus nefrens Smith, 2005

Statut de conservation UICN

 DD  : Données insuffisantes
Craugastor nefrens est une espèce d'amphibiens de la famille des Craugastoridae.

## Répartition
Cette espèce est endémique du Guatemala. Elle se rencontre de 800 à 1 000 m dans la Sierra de Caral dans le département d'Izabal.
Sa présence est incertaine au Honduras.

## Publication originale
- Smith, 2005 : Two new species of Eleutherodactylus (Anura: Leptodactylidae) of the alfredi group from eastern Guatemala. Herpetologica, vol. 61, no 3, p. 286-295 (texte intégral).